# Harald Eckl
Harald Eckl (Vohenstrauß, 25 marzo 1953) è un pilota motociclistico e dirigente sportivo tedesco.

## Carriera
Eckl si iscrisse per la prima volta ad una prova del motomondiale in occasione del GP di Germania del 1981, ma non riuscì ad ottenere un tempo valido per qualificarsi alla gara della classe 350. 
Nel 1982 corre la sua prima stagione iridata da pilota titolare, partecipando sempre alla classe 350, riuscendo anche ad ottenere il suo primo punto grazie al decimo posto del GP d'Argentina.
Conclusa la stagione 1982, la classe 350 venne soppressa dal motomondiale, Eckl si sposta pertanto nella classe 250, classe in cui corse dal 1983 fino al 1992, senza ottenere risultati di particolare rilievo. Nelle 129 gare corse da Eckl, il miglior piazzamento in una prova del motomondiale è il quinto posto al GP di Svezia del 1984, mentre la miglior stagione in termini di piazzamento finale in graduatoria piloti è quella del 1991, chiusa al diciottesimo posto.
Migliori risultati rispetto a quelli ottenuti nel motomondiale, Eckl li ottenne in ambito nazionale, dove vinse per due volte consecutive (1990 e 1991) il titolo di campione tedesco della classe 250.
Terminata la carriera da pilota professionista, Eckl crea nel 1994 una sua squadra che iscrive alle gare del motomondiale nella classe 125 con il nome di "Marlboro Aprilia Eckl". A partire dal 1997 inizia a lavorare per Kawasaki Racing, ricoprendo il ruolo di team manager, prima gestendo le squadre ufficiali nel mondiale Supersport e nel mondiale Superbike, per poi ricoprire sempre lo stesso ruolo dal 2002 al 2006 per la squadra ufficiale in MotoGP.

## Risultati in gara nel motomondiale

### Classe 250
| 1983 | Classe | Moto   |   |   |    |    |   |     |    |     |    |    |    |    |  |  |  | Punti | Pos. |
| ---- | ------ | ------ | - | - | -- | -- | - | --- | -- | --- | -- | -- | -- | -- |  |  |  | ----- | ---- |
| 1983 | 250    | Yamaha | - | 8 | 14 | 19 | - | Rit | 16 | Rit | 22 | 12 | 17 | NE |  |  |  | 3     | 25º  |

| 1984 | Classe | Moto        |     |     |   |    |     |    |    |    |    |   |   |     |  |  |  | Punti | Pos. |
| ---- | ------ | ----------- | --- | --- | - | -- | --- | -- | -- | -- | -- | - | - | --- |  |  |  | ----- | ---- |
| 1984 | 250    | Yamaha e ES | Rit | Rit | - | 19 | Rit | 20 | 18 | 13 | 14 | 7 | 5 | Rit |  |  |  | 10    | 19º  |

| 1985 | Classe | Moto          |    |     |    |    |     |   |    |     |    |    |    |     |  |  |  | Punti | Pos. |
| ---- | ------ | ------------- | -- | --- | -- | -- | --- | - | -- | --- | -- | -- | -- | --- |  |  |  | ----- | ---- |
| 1985 | 250    | Roemer Juchem | 17 | Rit | 26 | 12 | Rit | 6 | 19 | Rit | 16 | 18 | 15 | Rit |  |  |  | 5     | 22º  |

| 1986 | Classe | Moto  |     |    |    |    |    |     |     |    |    |     |    |    |  |  |  | Punti | Pos. |
| ---- | ------ | ----- | --- | -- | -- | -- | -- | --- | --- | -- | -- | --- | -- | -- |  |  |  | ----- | ---- |
| 1986 | 250    | Honda | Rit | 16 | 17 | 18 | 17 | Rit | Rit | 19 | 18 | Rit | 18 | NE |  |  |  | 0     |      |

| 1987 | Classe | Moto  |    |    |    |    |    |    |    |     |    |    |    |    |     |  |  | Punti | Pos. |
| ---- | ------ | ----- | -- | -- | -- | -- | -- | -- | -- | --- | -- | -- | -- | -- | --- |  |  | ----- | ---- |
| 1987 | 250    | Honda | 14 | 17 | 23 | 20 | 27 | 20 | 19 | Rit | 18 | 13 | 19 | 24 | Rit |  |  | 0     |      |

| 1988 | Classe | Moto    |    |     |    |    |    |     |    |     |     |   |     |    |    |    |    | Punti | Pos. |
| ---- | ------ | ------- | -- | --- | -- | -- | -- | --- | -- | --- | --- | - | --- | -- | -- | -- | -- | ----- | ---- |
| 1988 | 250    | Aprilia | NP | Rit | 15 | 14 | 13 | Rit | 14 | Rit | Rit | 9 | Rit | 13 | NP | 15 | 13 | 22    | 20º  |

| 1989 | Classe | Moto    |    |    |    |    |    |    |    |     |    |    |     |    |    |    |    | Punti | Pos. |
| ---- | ------ | ------- | -- | -- | -- | -- | -- | -- | -- | --- | -- | -- | --- | -- | -- | -- | -- | ----- | ---- |
| 1989 | 250    | Aprilia | 25 | 20 | 19 | 16 | 12 | 13 | 12 | Rit | 14 | 14 | Rit | 19 | 13 | 20 | 16 | 18    | 24º  |

| 1990 | Classe | Moto    |    |     |  |    |    |    |     |    |    |    |    |     |     |    |  | Punti | Pos. |
| ---- | ------ | ------- | -- | --- |  | -- | -- | -- | --- | -- | -- | -- | -- | --- | --- | -- |  | ----- | ---- |
| 1990 | 250    | Aprilia | 16 | Rit |  | 20 | 13 | 18 | Rit | 13 | 16 | 13 | 12 | Rit | Rit | 18 |  | 13    | 23º  |

| 1991 | Classe | Moto    |  |     |    |     |    |    |    |    |    |    |    |     |     |     |    | Punti | Pos. |
| ---- | ------ | ------- |  | --- | -- | --- | -- | -- | -- | -- | -- | -- | -- | --- | --- | --- | -- | ----- | ---- |
| 1991 | 250    | Aprilia |  | Rit | 14 | Rit | 16 | 12 | 12 | 19 | 11 | 15 | 11 | Rit | Rit | Rit | 15 | 22    | 18º  |

| 1992 | Classe | Moto    |    |    |    |     |     |     |    |    |     |    |     |     |     |  |  | Punti | Pos. |
| ---- | ------ | ------- | -- | -- | -- | --- | --- | --- | -- | -- | --- | -- | --- | --- | --- |  |  | ----- | ---- |
| 1992 | 250    | Aprilia | NQ | 21 | 18 | Rit | Rit | Rit | 15 | 14 | Rit | 22 | Rit | Rit | Rit |  |  | 0     |      |

| Legenda | 1º posto        | 2º posto            | 3º posto            | A punti      | Senza punti        | Grassetto – Pole position Corsivo – Giro più veloce |
| Legenda | Gara non valida | Non qual./Non part. | Ritirato/Non class. | Squalificato | '-' Dato non disp. | Grassetto – Pole position Corsivo – Giro più veloce |

### Classe 350
| 1981 | Classe | Moto   |  |  |    |  |    |    |  |  |    |    |  |    |    |  | Punti | Pos. |
| ---- | ------ | ------ |  |  | -- |  | -- | -- |  |  | -- | -- |  | -- | -- |  | ----- | ---- |
| 1981 | 350    | Yamaha |  |  | NQ |  | NE | NE |  |  | NE | NE |  | NE | NE |  | 0     |      |

| 1982 | Classe | Moto   |    |    |    |    |     |    |    |    |   |    |   |   |    |     | Punti | Pos. |
| ---- | ------ | ------ | -- | -- | -- | -- | --- | -- | -- | -- | - | -- | - | - | -- | --- | ----- | ---- |
| 1982 | 350    | Yamaha | 10 | 20 | 14 | NE | Rit | 17 | NE | NE | - | NE | - | - | NE | Rit | 1     | 30º  |

| Legenda | 1º posto        | 2º posto            | 3º posto            | A punti      | Senza punti        | Grassetto – Pole position Corsivo – Giro più veloce |
| Legenda | Gara non valida | Non qual./Non part. | Ritirato/Non class. | Squalificato | '-' Dato non disp. | Grassetto – Pole position Corsivo – Giro più veloce |